# Davis Tarwater
Davis Tarwater (Knoxville, 24 marzo 1984) è un nuotatore statunitense.

## Carriera
Ha fatto parte della staffetta, anche se solo in batteria, che ha vinto la medaglia d'oro nella 4x200m stile libero alle Olimpiadi di Londra 2012.

## Palmarès
- Giochi olimpici

Londra 2012: oro nella 4x200m sl.
- Mondiali

Roma 2009: oro nella 4x200m sl.